# Kanaal van Steenenhoek
Het Kanaal van Steenenhoek in de Nederlandse provincie Zuid-Holland is gegraven in circa 1819.

## Geschiedenis en doel
In 1809 brak de dijk langs de Waal tegenover Nijmegen door. Een groot gebied tussen de Waal, Merwede, Neder-Rijn en Lek kwam onder water te staan. Het nieuwe kanaal diende als afwatering van de Linge, die voor die tijd zijn water via de binnenstad en de vestinggrachten van Gorinchem op de Boven-Merwede moest lozen en daarbij vaak de stad blank zette. Het kanaal voert het water van de Linge verder benedenstrooms de Merwede af, waar de lagere waterstand een gemakkelijker afvoer van het water mogelijk maakte.
Het kanaal werd in 1819 opgeleverd. Het project vergde een investering van 1,3 miljoen gulden. De scheepvaart kon ook gebruik maken, vooral van Dordrecht naar Gorinchem, stroomopwaarts, leverde dit een voordeel op. Aan de bovenmond bij Gorinchem en de benedenmond bij Hardinxveld-Giessendam werden hiervoor schutsluizen aangelegd.

## Ligging
Het kanaal takt af van de Linge en loopt van het noorden van de Gorinchemse binnenstad via de Gorinchemse Kanaalsluis naar het Merwedekanaal, steekt het kanaal over en loopt dan eerst parallel aan de Betuwelijn en later ook de A15 naar het westen, gaat ten noorden langs Boven-Hardinxveld en mondt via de Steenenhoeksche Kanaalsluis en de uitwateringsgeul van het Gemaal Mr.dr. G. Kolff bij deze plaats uit in de Beneden-Merwede.
Het later gegraven Merwedekanaal kruist het Kanaal van Steenenhoek ten westen van Gorinchem.

## Bruggen en sluizen
| Nr.: | Naam:                       | Soort:                    | Traject:                                                | Afbeelding: |
| ---- | --------------------------- | ------------------------- | ------------------------------------------------------- | ----------- |
| 1    | Gorinchemse Kanaalsluis     | verkeersbrug (hefbrug)    | Centrum - Lingewijk (Paardenwater)                      |             |
| 2    | Lange Brug                  | verkeersbrug (ophaalbrug) | Centrum - Gildenwijk (Lange Brug)                       |             |
| 3    | Brug A27*                   | verkeersbrug (liggerbrug) | Breda - Almere                                          |             |
| 4    | Schelluinse Brug            | verkeersbrug (liggerbrug) | De Avelingen - Schelluinen (Zandkade)                   |             |
| 5    | W. v. Huibjesbrug           | verkeersbrug (liggerbrug) | Boven-Hardinxveld - Giessenburg (Kon. Wilhelminalaan)   |             |
| 6    | Steenenhoeksche Kanaalsluis | verkeersbrug (liggerbrug) | Boven-Hardinxveld - Hardinxveld-Giessendam (Rivierdijk) |             |

*officiële naam onbekend.